# Neder Vindinge
Neder Vindinge är en stadsdel i norra delen av Vordingborg på Själland i Danmark. Den ligger i Region Själland, i den sydöstra delen av landet, 80 km sydväst om Köpenhamn. Fram till 2009 var Neder Vindinge en egen tätort med 2 208 invånare vid den sista räkningen 2009.